# Betonschutzwand

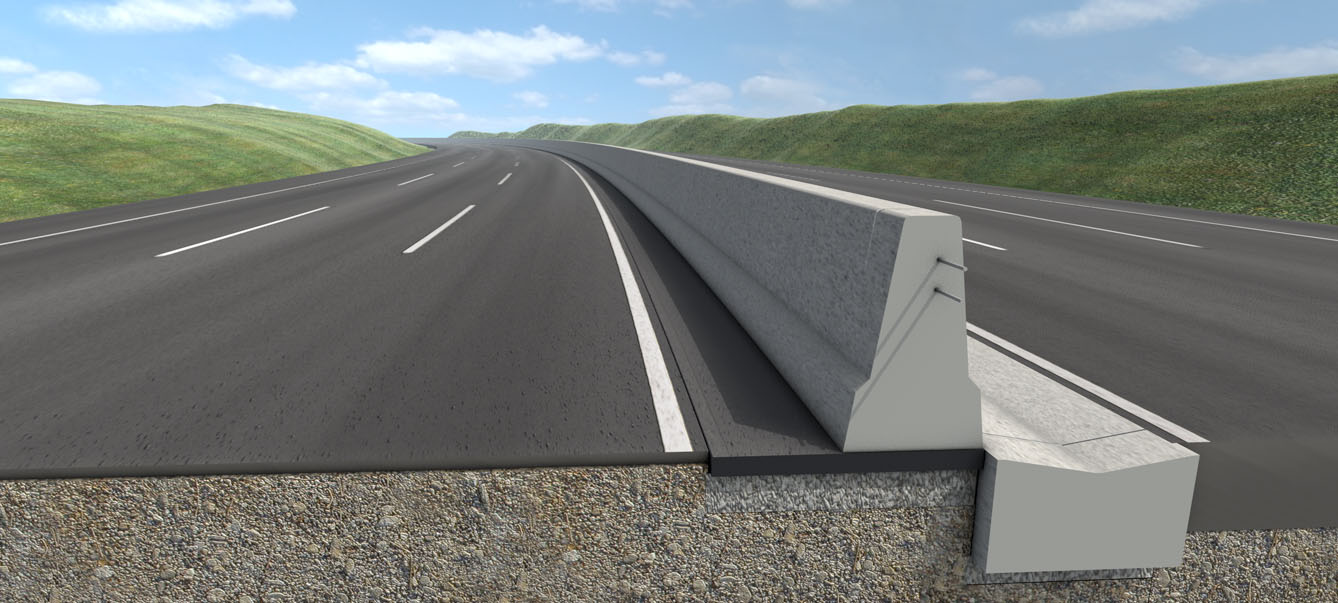
Betonschutzwand an einem Mittelstreifen im Querschnitt

Eine Betonschutzwand, Betongleitwand oder Betonleitwand, fachsprachlich Betonrückhaltesystem genannt, ist eine aus Beton hergestellte passive Schutzeinrichtung (Rückhaltesystem) an Straßen. Sie wird entweder aus Betonfertigteilen oder in Ortbeton mittels einer Gleitschalung hergestellt. Betonschutzwände werden nur im Ausnahmefall im Untergrund verankert. Üblicherweise sollen sie etwas nachgeben, um die Bremsbeschleunigung des anprallenden Fahrzeugs (und damit der Insassen) zu verringern.

## Wirkung bei Aufprall und Unfällen

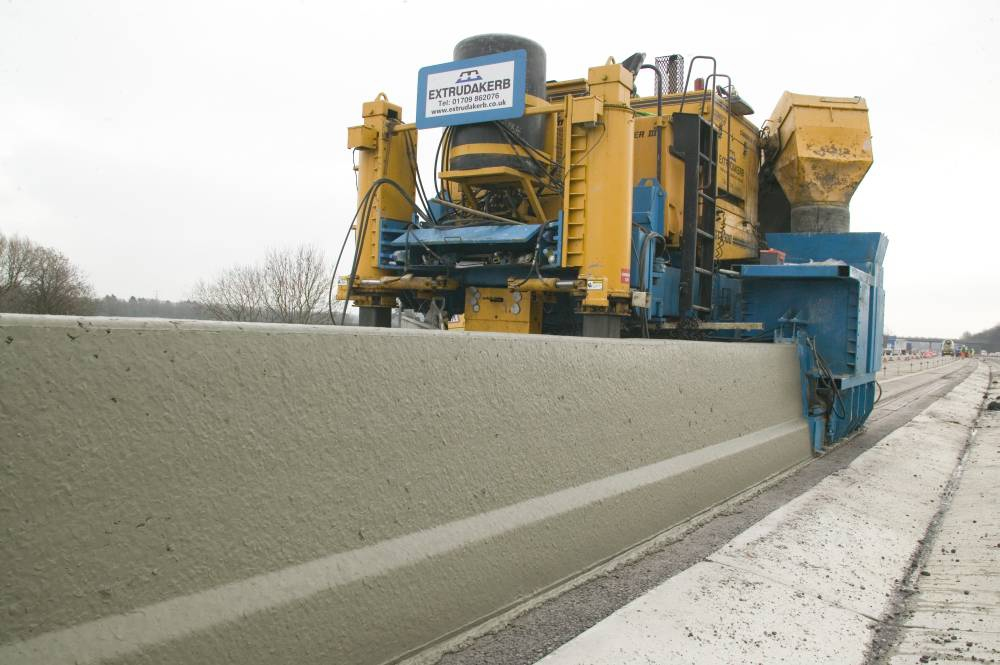
Betonleitwand in Strangbetonverfahren

Bei den meisten Betonschutzwandsystemen verschieben sich bei einem Fahrzeuganprall die Ortbetonwände oder Schutzwände aus Fertigteilen je nach Wirkungsbereich um einige, jedoch wesentliche Zentimeter, sofern sie nicht hinterfüllt sind. Die Wand ist in der Länge durch eine Eisenverstärkung so stabilisiert, dass sie sich als ganzes Stück ausbeult. Der Durchbruch auf die Gegenfahrbahn wird damit verhindert. Vor massiven Hindernissen können die Wände durch Einspannung oder Hinterfüllung verschiebungsfrei ausgebildet werden.
Die Wirkung von Betonschutzwänden besteht vor allem im Umlenken des anprallenden Fahrzeuges. Die beim Aufprall frei werdende Energie wird damit aufgrund der begrenzten Nachgiebigkeit des Systems zum großen Teil an das Kraftfahrzeug weitergegeben. Beim Umlenken besteht aber die Gefahr, dass das Fahrzeug umkippt und auf andere Fahrspuren geschleudert wird, wo es auch andere Autos in den Unfall verwickelt.
Der Nachgebeweg wird als Wirkungsbereich (ungefähr 0,6 m bis 3 m) bezeichnet:
Wirkungsbereich = Elementbreite + Verschiebung im Anprallfall
Nach Unfällen lassen sich Betonschutzwände vergleichsweise schnell wieder ersetzen und einrichten – die Betonkörper selbst sind Opfermaterial im Sinne einer Knautschzone, die die Aufprallenergie absorbiert, und werden nach einem Unfall routinemäßig entsorgt.
Es gibt bis heute weltweit kein einziges Rückhaltesystem, das von der Fahrbahn abkommende Fahrzeuge aller Art sanft und zu 100 % sicher abbremst. Rückhaltesysteme haben die Aufgabe, Schlimmeres zu verhindern – z. B. Frontalzusammenstöße im Mittelstreifenbereich, Abstürze im Randbereich über eine Böschung oder Brücke.
Aufgrund von Zweifeln bezüglich der Gleichwertigkeit von Betonschutzwänden im Verhältnis zu Stahlschutzsystemen für Personenkraftfahrzeuge führte die Bundesanstalt für Straßenwesen ab 2007 eine vergleichende Studie mit dem Fokus auf die Unfallfolgen durch. Die im Rahmen der Untersuchung durchgeführten Anprall-Versuche zeigten, dass sowohl die Stahlschutzplanken als auch die Betonschutzwände anprallende Fahrzeuge sicher zurückhalten und verhindern, dass die Fahrzeuge oder Fahrzeugteile in den Bereich des Gegenverkehrs geraten. Auch in Österreich wurden Studien dazu positiv abgeschlossen, und es werden Schutzplanken komplett ersetzt – zunächst auf Autobahnen und Schnellstraßen, zunehmend auch auf Fernstraßen. 

## Bauweisen

### Jersey-Barriere

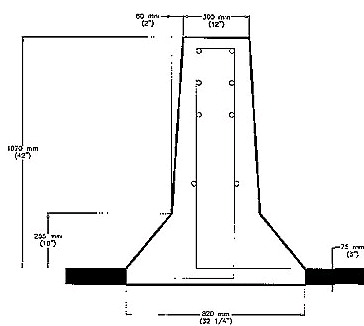
New Jersey Profil, Federal Highway Administration, USA

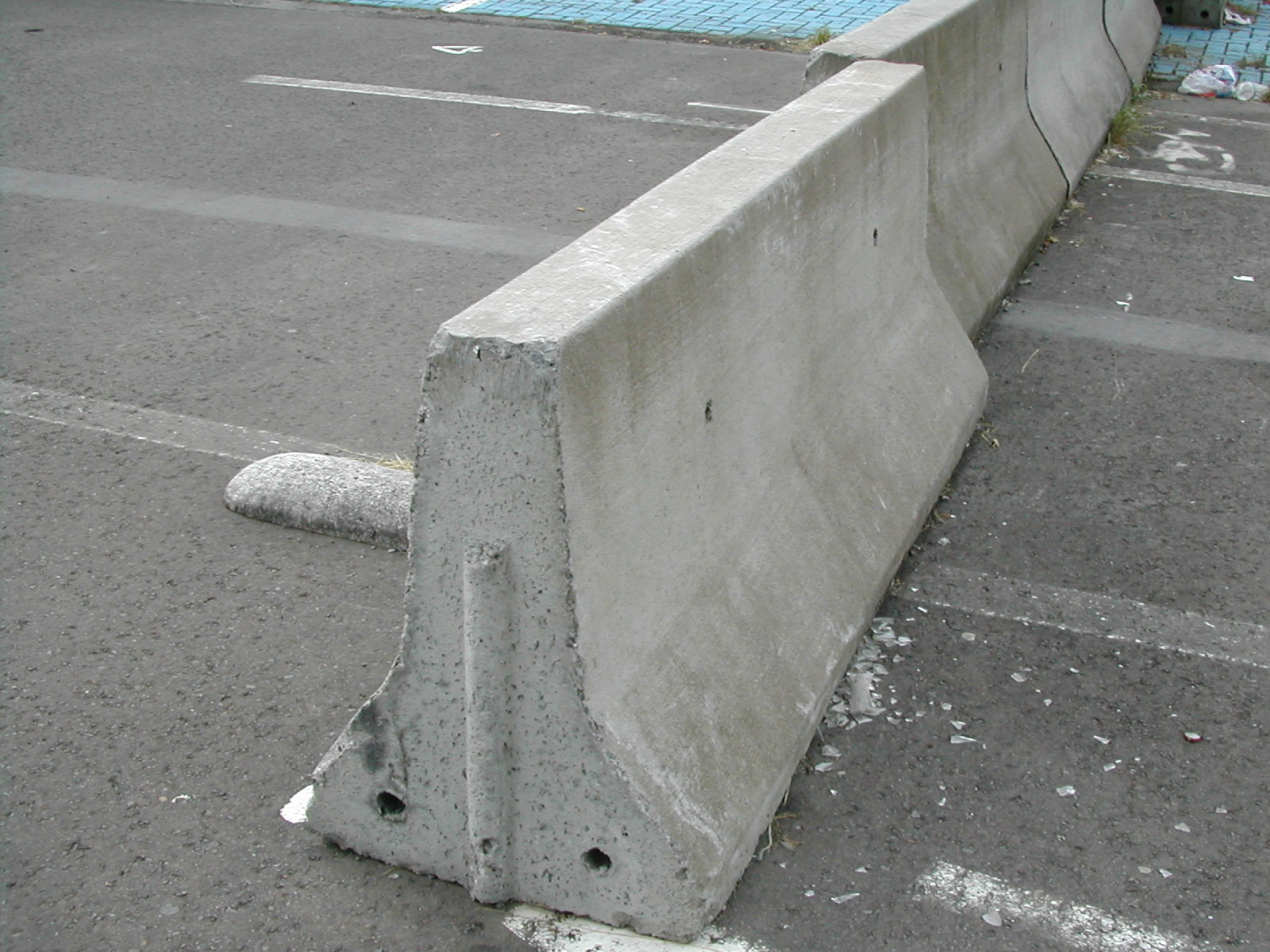
Betonelemente mit Seilzugsicherung

Es wird zwischen doppelseitigen und einseitigen Betonschutzwänden unterschieden. Die doppelseitige Betonschutzwand dient als einreihige Mittelabsicherung und weist auf beiden Seiten ein charakteristisches Profil auf. Gängige Profile sind das New Jersey Profil, das es seit 1959 oder 1960 gibt, und das Step-Profil. Eine einseitige Betonschutzwand hat nur auf der straßenzugewandten Seite das charakteristische Profil.

Beim New Jersey Profil ist eine Hälfte der Wand unten 30 cm breit und verjüngt sich auf 12,5 cm in einer Höhe von 33 cm. Der obere 44 bzw. 78 cm hohe Teil verjüngt sich dann nochmals auf 7,5 cm. Diese Form soll bewirken, dass ein Fahrzeug, das aus der Spur ausbricht, erst am unteren Teil (Umlenkfläche) der Wand nach oben geführt und durch die daraus resultierende Schrägstellung anschließend an der oberen Senkrechte (Abweisfläche) wieder in die Spur zurückgelenkt wird. Durch eine Bewehrung im oberen Teil der Wand, meist als durchgehendes Zugband, sind die Wände so stabil, dass auch LKW auf diese Art am Durchbrechen der Wand gehindert werden, weshalb ihre Installation heute auf Brücken oft angewendet wird.
Kürzere, beweglich verbundene Bauteile mit einem oben liegenden Wulst werden bei maschinellem Versatz um einen Fahrstreifen verwendet.

## Einsatz bei Baustellen und sonstigem Straßenbau
Die aus Fertigteilen hergestellten Wände können auch als zeitlich begrenzter Schutz im Zuge von Straßenbaumaßnahmen als Schrammbord errichtet werden. Diese sind ebenfalls nicht fest mit dem Untergrund verbunden. In der Baustelleneinrichtung lassen sich schnell Richtungsstreifentrenner errichten, die dieselbe Sicherheit bieten wie die Festinstallation.
Als Betonschleuse dienen sie der baulichen Verengung eines Fahrstreifens, um beispielsweise breite Fahrzeuge von Engstellen fernzuhalten.
Auch in der Verkehrsleitung innerorts, etwa in den Abbremsräumen der Ortseinfahrten, werden zunehmend Betonrückhaltesysteme angewendet. Weiters bewähren sie sich in Kombination mit angepassten Bauweisen von Lärmschutzwänden und ersetzten jede weitere Blendschutzeinrichtung.

### Road Zipper

Versatz des Mitteltrenners auf der Golden Gate Bridge, auf der es seit Januar 2015 eingesetzt wird.

Vor allem in Kanada, den Vereinigten Staaten und deren Außengebiete und Australien werden spezielle Betonleitwände bei variablen Spuren für den Stoßverkehr eingesetzt. Daneben werden sie auch bei Baustellen eingesetzt, in Österreich erstmals jeweils sechs Monate in den Jahren 2016 und 2017 bei einer Nachtbaustelle im Stadlauer- und Hirschstettner-Tunnel auf der Wiener Südosttangente, statt der sonst üblichen Leitkegel. In der Nacht wird eine Fahrspur für die Bauarbeiten gesperrt, durch die Leitwände sicher abgeteilt und in der Früh wieder dem Verkehr übergeben. Die Betonteile sind kürzer als die sonst üblichen, beweglich miteinander verbunden und haben an der Oberseite einen Wulst. Eine „barrier transfer machine“ (auch „zipper machine“ oder „Road Zipper“) erfasst während der Fahrt die Elemente am Wulst, hebt sie leicht an, und befördert sie über ein S-förmiges Führungssystem im Inneren um eine Spur auf die Seite. Zum Einsatz des Road Zippers ist keine Sicherung des Verkehrs oder eine Wanderbaustelle notwendig, da er durch die Schutzwand, die er selbst verschiebt, vor dem laufenden Verkehr geschützt ist und die Fahrspur(en) vor sich freigibt. Im Linksverkehr muss der Road Zipper seitenverkehrt eingerichtet werden, um geschützt betrieben zu werden. Der Vorläufer kam zwischen 1984 und 1985 erstmals zum Einsatz. Auf der Auckland Harbour Bridge wurde er im Jahr 1990 eingesetzt; auf Oʻahu 1998 und über die folgenden 20 Jahre an 15 weitere Standorte in den USA. 2012 kam er nach Sydney und 2017 nach Österreich.

## Normierung
Rückhaltesysteme werden in Europa nach einer einheitlichen Norm EN 1317 Rückhaltesysteme an Straßen geprüft und zugelassen.
Neben den allgemeinen nationalen Normen über Rückhaltesysteme gelten:
- Für Österreich die RVS 15.04.71 (15.47) Brückenausrüstung, Vertikale Leiteinrichtungen, Fahrzeugrückhaltesysteme aus Beton und Metall[7]
- Für Deutschland die Richtlinien für passiven Schutz an Straßen durch Fahrzeug-Rückhaltesysteme (RPS) der FGSV aus dem Jahr 2009.

## Österreichisches Gerichtsurteil
„Die Autobahngesellschaft ASFINAG ist (zu 25 %) mitverantwortlich für einen tödlichen Verkehrsunfall (2007) auf der Umfahrung Bischofshofen (Pongau), weil der Betonfahrbahntrenner dort zu schwach war (…) entschied Juni 2017 der Oberste Gerichtshof (OGH).“ Ein 7,5-t-Lkw hatte bei einer Auffahrt die mittige Betonschutzwand durchbrochen und war auf der Gegenrichtungsfahrbahn mit einem Pkw kollidiert, dessen beide Insassen starben. Für eine auf Dauer ausgelegte Fahrbahntrennung bei 80 km/h wäre eine massivere Wand nötig gewesen.